# Journées mondiales de la jeunesse 2019
Les Journées mondiales de la jeunesse 2019 sont la 34e édition des Journées mondiales de la jeunesse. L'événement, organisé par l'Église catholique, a lieu du 22 au 27 janvier 2019 dans la ville de Panama, au Panama.

## Annonce
C'est traditionnellement à la fin de la messe de clôture que le pape annonce la date et le lieu des Journées mondiales de la jeunesse. Le 31 juillet 2016, le pape François a annoncé juste après la messe de clôture des Journées mondiales de la jeunesse 2016, devant 2,5 millions de jeunes présents sur la plaine du Campus Misericordiae à Brzegi, près de Cracovie que les prochaines Journées mondiales de la jeunesse se dérouleraient au Panama en 2019 en déclarant : « La Providence de Dieu nous précède toujours. Pensez qu’elle a déjà décidé quelle sera la prochaine étape de ce grand pèlerinage commencé en 1985 par saint Jean-Paul II ! » Avant d’ajouter solennellement : « Et par conséquent, je vous annonce avec joie que les prochaines Journées mondiales de la jeunesse – après les deux au niveau diocésain – auront lieu en 2019 à Panama. ».

## Réactions à la suite de l'annonce du lieu de l'évènement
L'annonce de Panama comme ville hôte des Journées mondiales de la jeunesse en 2019 a été accueillie par des applaudissements et des cris de joie dans la foule  ainsi que par une grande pluie de confettis blancs. Les jeunes panaméens ont montré leur fierté et leur contentement en déployant le drapeau du Panama. Le président panaméen Juan Carlos Varela qui était présent à la messe de clôture des Journées mondiales de la jeunesse 2016, a accueilli avec la plus grande joie cette annonce et est venu saluer le pape François.

## Logo
Le logo de l'édition 2019 des Journées mondiales de la jeunesse a été dévoilé le 14 mai 2017 et est l'œuvre d'Ambar Calvo, étudiante en architecture. Il a été choisi parmi 103 projets proposés à l’archidiocèse de Panama.
Le logo représente à la fois un cœur et le M de Marie qui est aussi représentée, Marie est composée elle-même d'une représentation du chemin menant à Jésus. Au-dessus, cinq points représentent la couronne de Marie et les cinq continents. En haut du logo, l'isthme de Panama est représenté et sur la gauche, la croix du pèlerin confiée par Jean-Paul II aux jeunes. Trois couleurs sont présentes sur ce logo, le rouge composant le drapeau du Panama représente aussi l'amour et la passion du Christ. Le bleu foncé représente, lui, Marie et les Caraïbes. Enfin, le bleu clair, composant le visage de Marie, est aussi présent sur le drapeau panaméen et représente l'Océan Pacifique.

## Saints patrons
Les huit Saints Patrons des Journées mondiales de la jeunesse 2019 :
- Saint Jean Bosco (Père et Maître de la jeunesse)
- Bienheureuse sœur Romero Meneses (religieuse de l'ordre des Filles de Marie Auxiliatrice, fondatrice de services sociaux pour les pauvres)
- Saint Óscar Romero (archevêque de San Salvador de 1977 à 1980)
- Saint Jean-Paul II (créateur des JMJ)
- Saint José Sanchez del Rio (martyr christeros)
- Saint Juan Diego (messager de Marie)
- Sainte Rose de Lima (première sainte d'Amérique)
- Saint Martin de Porrès (premier saint métis d'Amérique)[14]

La Sainte Patronne du Panama :
- Sainte Marie de la Antigua[15]